# 豊田神社 (花蓮港庁)

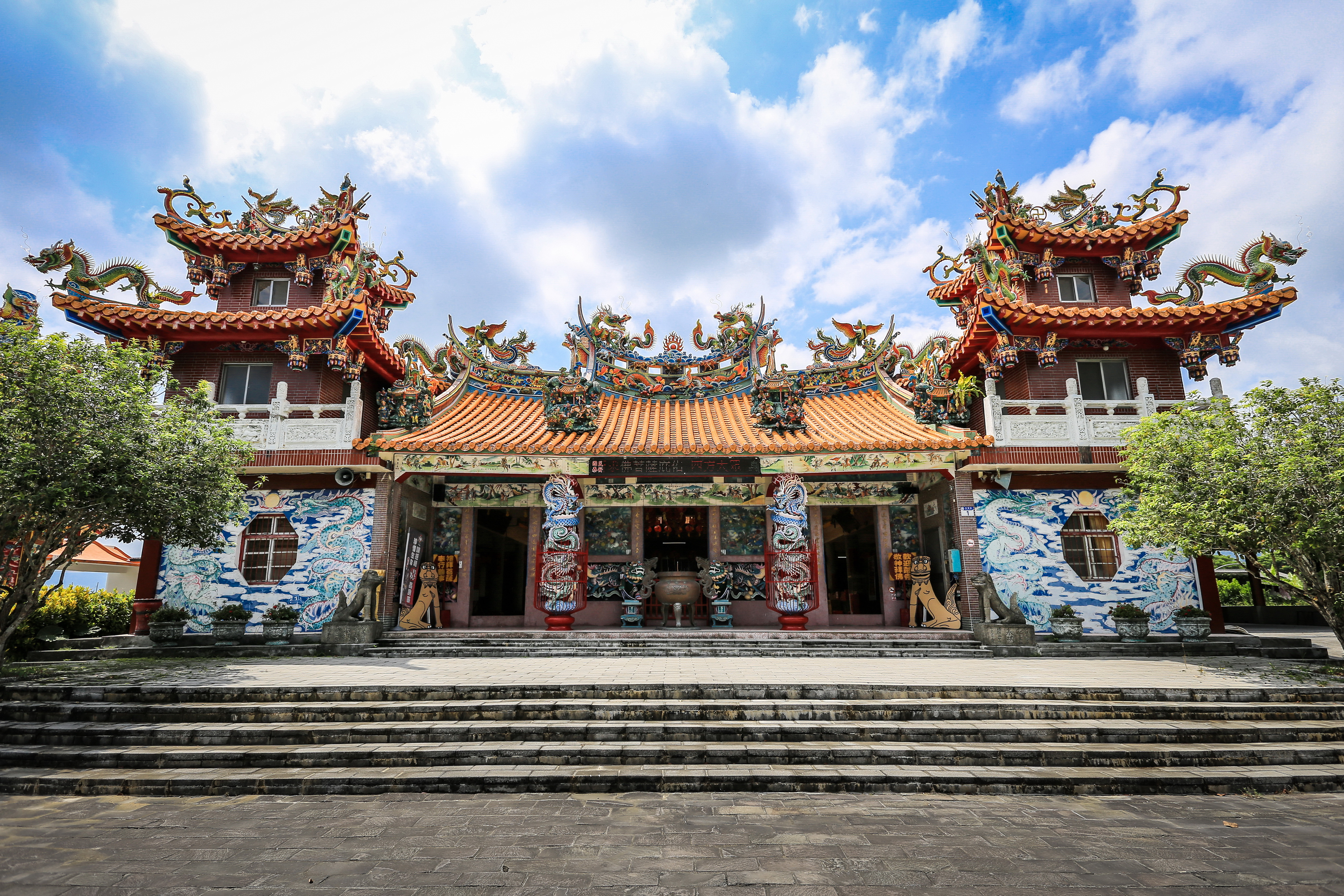
碧蓮寺

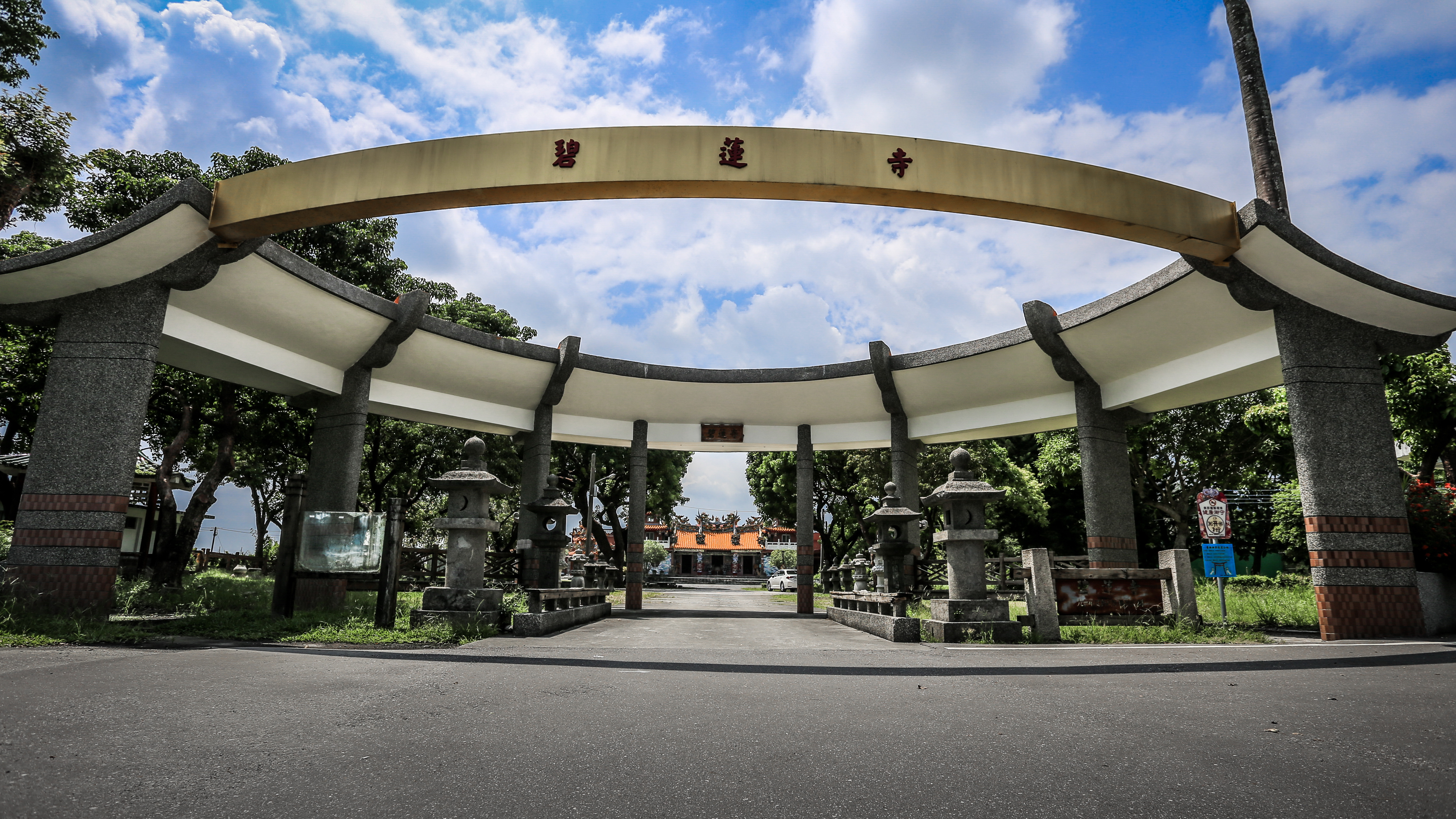
豊田神社参道と遺構

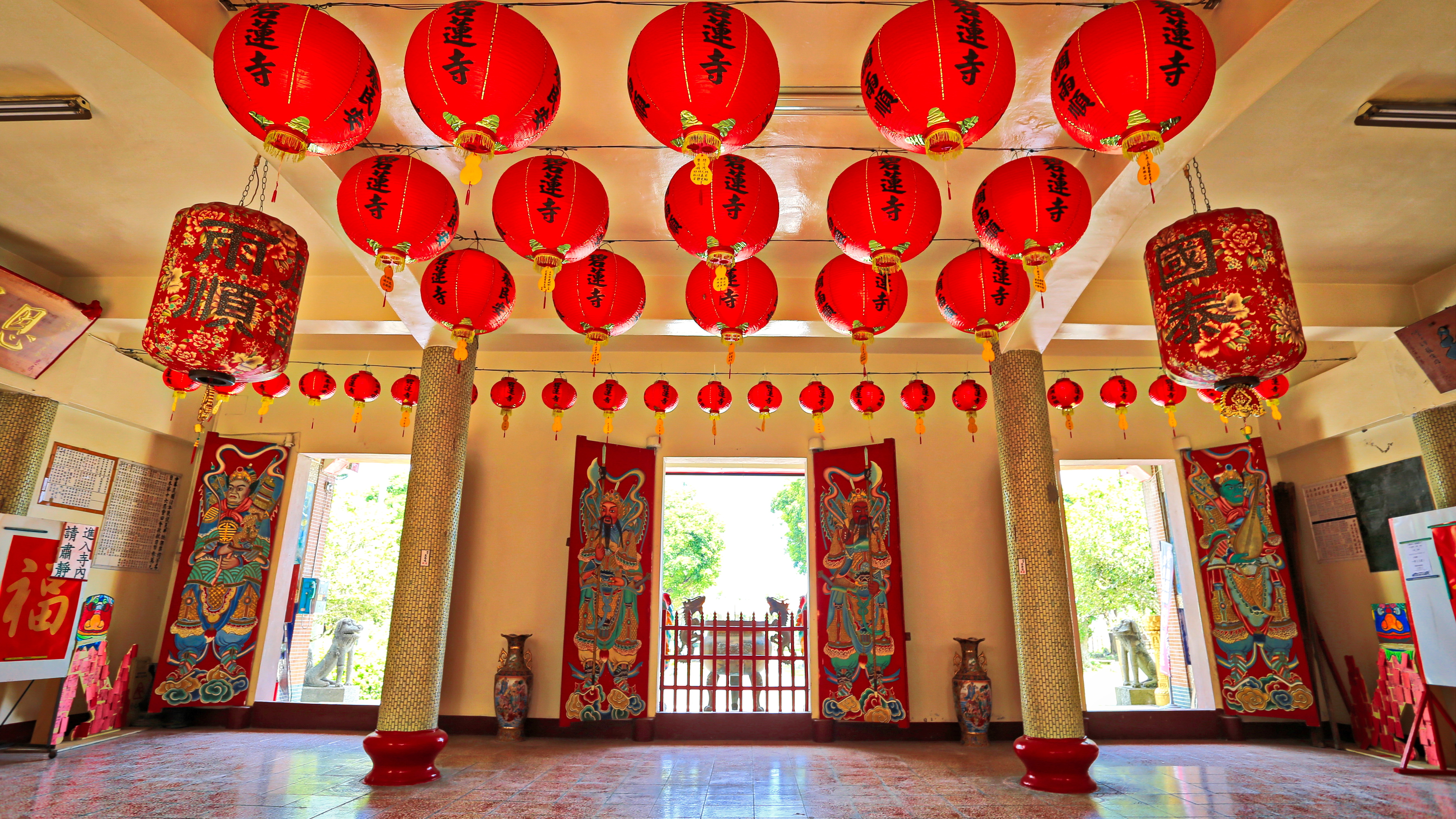
碧蓮寺

豊田神社（とよたじんじゃ）は、日本統治時代の台湾における台湾の官営日本人移民村のひとつ、豊田村（現在の台湾花蓮県寿豊郷豊裡、豊山、豊坪など3集落にわたる地域）に存在した神社である。1915年に建立され、第2次世界大戦後は碧蓮寺に改装された。神社遺跡の鳥居、石燈籠と狛犬などは2009年8月13日をもって「豊田神社参道と遺構（碧蓮寺の周辺施設）」の名義で花蓮県歴史建築に指定された。

## 沿革

### 日本統治時代
豊田村は日本統治時代の台湾における日本人移民村の一つで、1913年に開基した。翌年の1914年10月、村の代表者である上野二三、金子義敦、石内伝三郎に小松兼太郎らが台湾総督府に神社設立を申請した。神社は豊田村の大平、中里、森本、山下集落の日本人住民の精神的支柱としての存在が求められた。豊田神社は大正3年（1914年）12月に建築が開始され、翌年1月に本殿が完成、拝殿と鳥居、6月5日に鎮座式が挙行された。例祭日ははじめ鎮座式の6月5日と定められたが、この時期は農繁期でなおかつ炎熱の気候にさいなまれるため大正11年（1922年）に10月25日に改められた。豊田神社は後の1937年6月5日、改築を祝っての遷座式が改めて執り行われた。

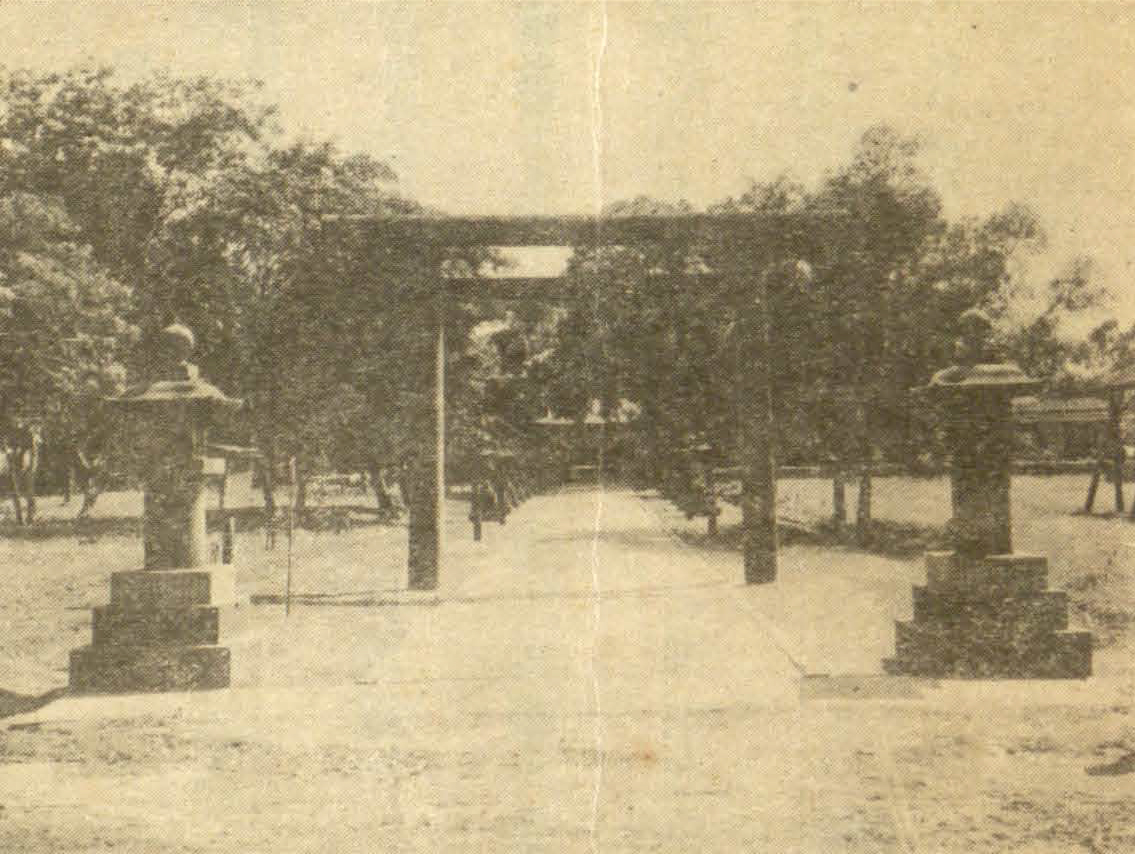
豊田神社鳥居と参道
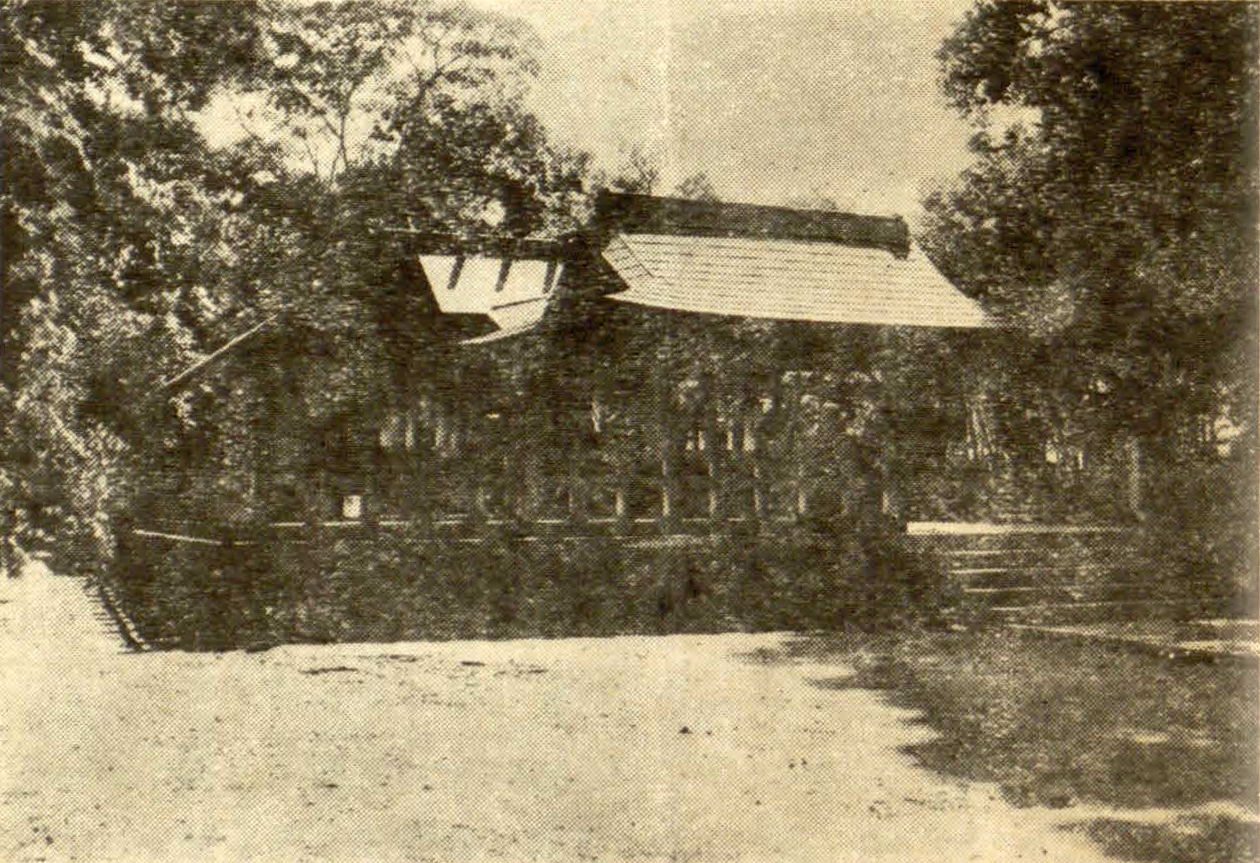
豊田神社拝殿および本殿

### 戦後
第2次世界大戦後も豊田神社の建築は残され、民国35年（1946年）年に釈迦および不動明王を祀る「豊田碧蓮寺」に改められ、灌仏会、中元節、下元節の折は祭礼が執り行われた。だが民国47年（1958年）7月、ウイニー台風の襲来によって神社以来の建築は倒壊し、住民は仮小屋を設けて釈迦と不動明王の像を守った。そして民国50年（1961年）、宜蘭県羅東鎮の東山寺に新築された大殿を参考として再建工事が進み翌年3月に落成、名称は正式に「豊田碧蓮寺」と改められ、新たに神農、地母娘宮、媽祖が祀られた。

## 神職
| 姓名       | 任期             | 備考                                                 |
| ---------- | ---------------- | ---------------------------------------------------- |
| 小松兼太郎 | 1930年から1937年 | 1930年から豊田神社の神職を勤めるが、任期中に死去した |
| 立川虎之助 | 1938年至1942年   | 林田神社の神職を兼任、のちに依願退職。               |
| 小松石夫   | 1942年から1945年 | 小松兼太郎の子                                       |

## 建築

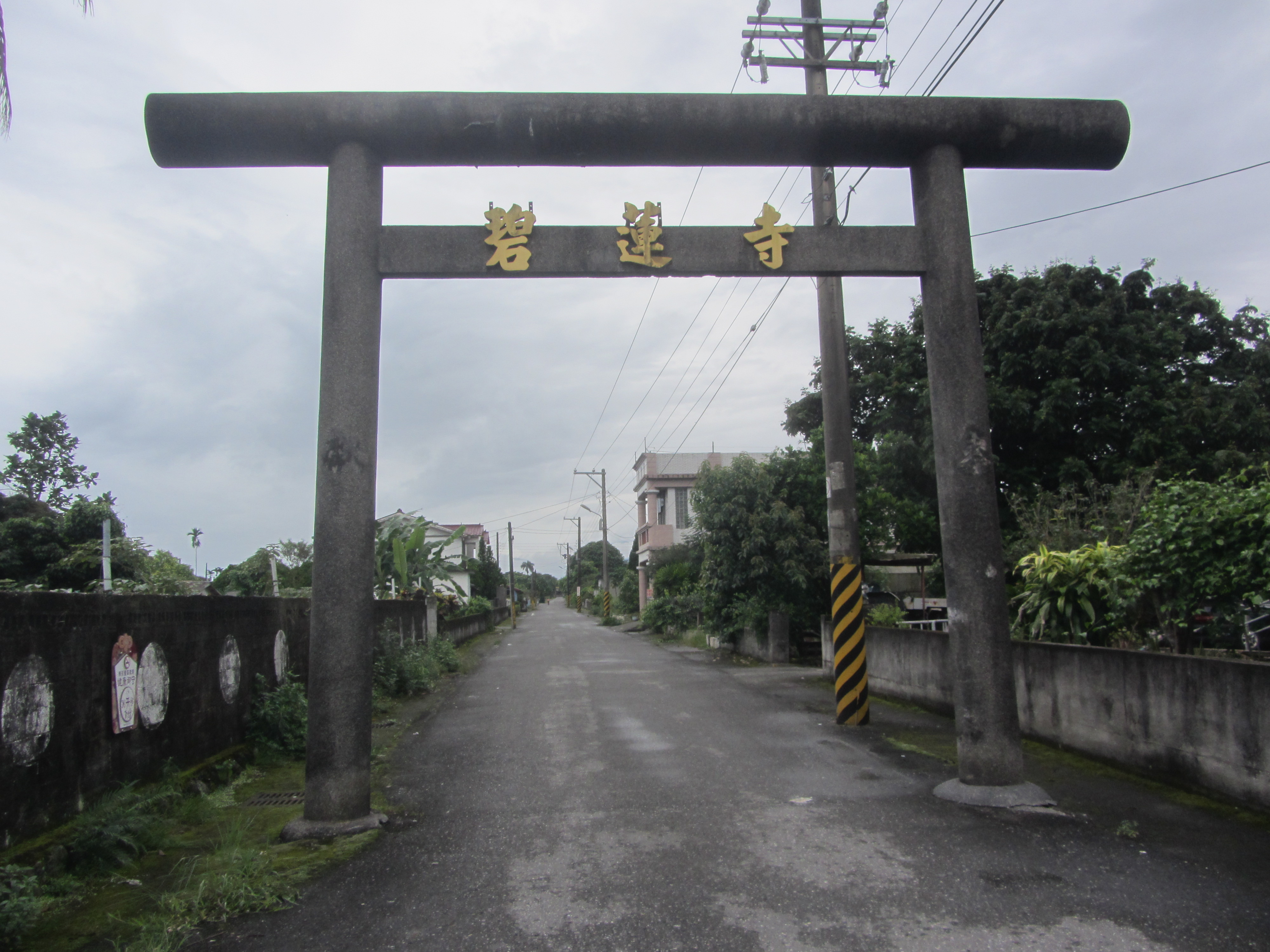
豊田神社鳥居

豊田神社は北向き（実際には北東向き）の建築である。他の台湾の神社が南向きであることから見れば珍しい。かつての神社の拝殿の位置に碧蓮寺が建てられ、豊裡村中山路と民権街の交差点に寺の山門の意味合いを持つ鳥居がある。一の鳥居から寺院の敷地まで数百メートルにわたる南西向きの道のりはかつての参道であり、碧蓮寺に改装された現在でも石灯籠が配置され狛犬が鎮座している。境内には台湾総督・長谷川清の揮毫による「開村三十週年紀念碑」が現存する。

## 祭神
豊田神社の祭神は大国魂命、大己貴命、少彦名命、能久親王だった。碧蓮寺に改められてのちは釈迦、不動明王、五穀爺、地母娘娘、天上聖母、関聖帝君と、仏教と道教が同居している。